# New York Times Building

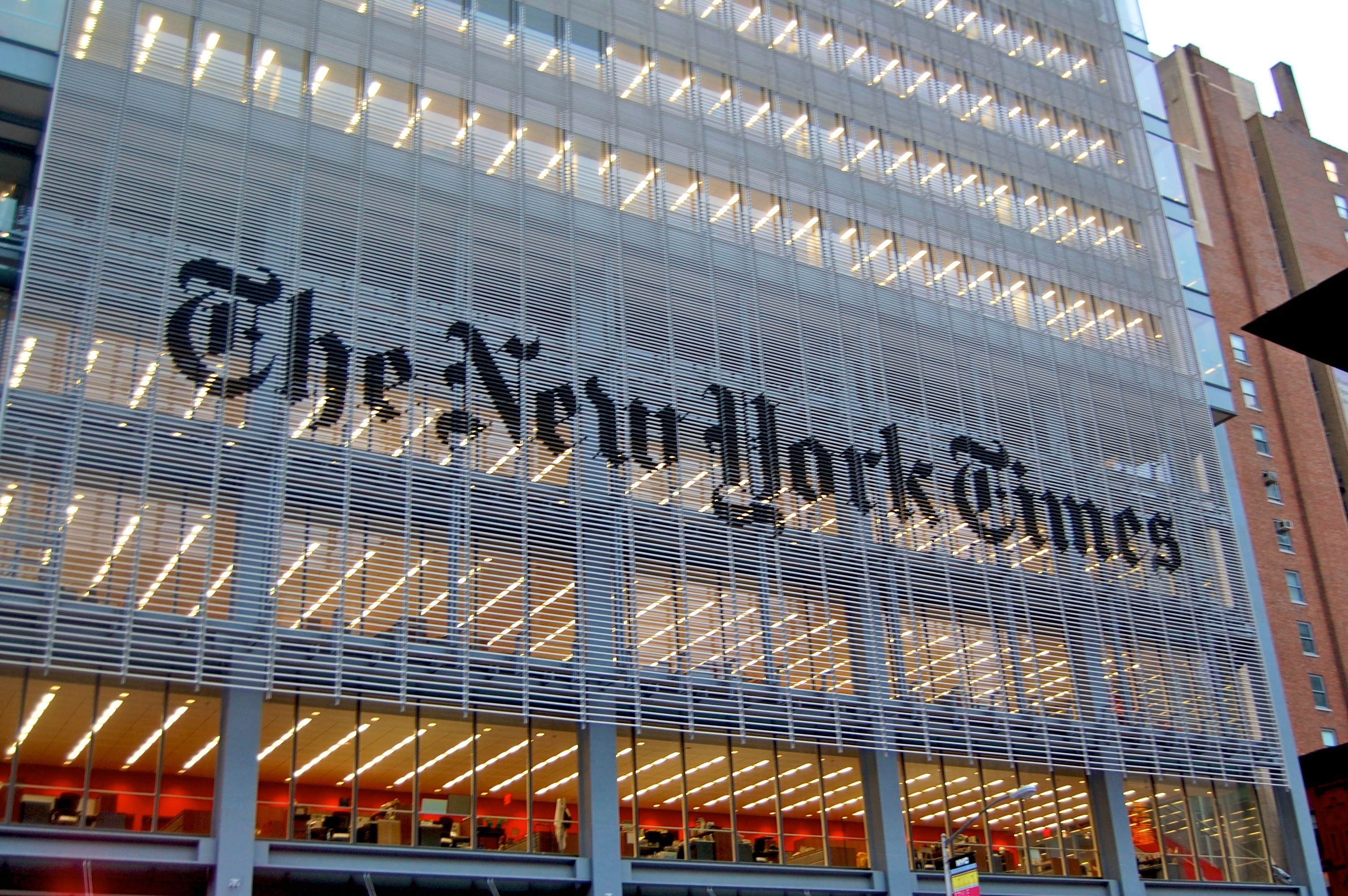
El New York Times Building

El New York Times Building és un gratacel de 52 pisos, acabat el 2007, situat a l'oest del Midtown de Manhattan, a New York, a la vuitena avinguda, entre el carrer 40 i el 41 llança, es troba una mica a l'oest de Times Square. És propietat de la New York Times Company, editora dels diaris The New York Times, The Boston Globe i l'International Herald Tribune, així com d'altres diaris locals, i propietari d'estacions de ràdio i de televisió. Ha estat dissenyat per l'arquitecte italià Renzo Piano.

## Històric
El projecte va ser anunciat el 13 de desembre de 2001, i preveia la construcció d'una torre de 52 pisos, a l'est de la vuitena avinguda i entre el carrer 40 i el 41, sobre el Port Authority Bus Terminal. La construcció en aquest lloc representa una expansió del barri del Midtown cap a l'oest i constitueix la construcció més significativa de tota la vuitena avinguda des de la construcció del One Worldwide Plaza el 1989.
La construcció de l'edifici va ser realitzada per una coempresa composta del Times i de les empreses especialitzades en immobiliària Forest City Ratner Companies i ING Real Estate. L'arquitecte de la torre és l'italià Renzo Piano, que havia realitzat, entre d'altres, el centre Pompidou a París (França) o el centre Paul Klee a Berna (Suïssa). La teulada de l'edifici està situada 228 metres sobre el sòl, però un mur de vidre al cim de l'immoble (característica de les construccions de Piano), així com un pal col·locat també al cim de l'immoble li permeten d'atènyer 319 metres, és a dir tant com el mític Chrysler Building, acabat el 1929. El New York Times Building és així un dels edificis més alts de la ciutat, en igualtat amb el Chrysler Building, darrere l'Empire State Building (381 metres) i la Bank of America Tower.